# Jaakko Mäntyjärvi
 (mai 2010).
Si vous disposez d'ouvrages ou d'articles de référence ou si vous connaissez des sites web de qualité traitant du thème abordé ici, merci de compléter l'article en donnant les références utiles à sa vérifiabilité et en les liant à la section « Notes et références ».
Jaakko Mäntyjärvi, né le 17 mai 1963 à Turku en Finlande, est un compositeur finlandais et un traducteur finnois.

## Éducation
Mäntyjärvi a étudié l'anglais et la linguistique à l'université d'Helsinki et a obtenu un diplôme (master) en 1991. En 1987, il reçut un diplôme de traducteur anglais-finnois et est depuis traducteur professionnel. Il a étudié la théorie de la musique et la direction de chœur à l'Académie Sibélius.

## Composition
Jaakko Mäntyjärvi se décrit comme un tradionnaliste éclectique : éclectique car il adopte les influences de nombreux autres styles et d'autres périodes, en les mélangeant pour en créer son propre idiome, traditionaliste parce que son approche est traditionnelle et il utilise les ressources de la musique moderne avec parcimonie. Son rôle de chef de chœur et de choriste le pousse à créer de la musique pour lui-même, la plupart de ses œuvres sont écrites pour chœur.
Parmi ses œuvres, on retient Four Shakespeare Songs (1984), Dagen svalnar... (Le jour se refroidit; 1991/93), Ave Maria (1991), Pseudo-Yoik (1994), El Hambo (1997), et More Shakespeare Songs (1997) ; son œuvre Canticum Calamitatis Maritimae a reçu le troisième prix dans une compétition européenne de composition pour chœur de cathédrales en 1997.
Ses commandes majeures incluent une œuvre pour chœur mixte du séminaire de chant choral contemporain au Cork International Choral Festival pendant l'été 1999, une œuvre chorale pour le 700e anniversaire de la consécration de la cathédrale de Turku pendant l'été 2000, et des commandes de l'ensemble Chanticleer (2001) et des King's Singers (2002). Il fut invité en résidence par le chœur de chambre Tapiola de 2000 à 2005. En 2006, il reçut la commande d'une pièce à 40 voix pour chœur Tentatio, pour le festival de Tallis.
Mäntyjärvi fut un musicien amateur et semi-professionnel, notamment en tant que choriste dans de nombreuses chorales finlandaises : la Savonlinna Opera Festival Choir, l'ensemble vocale de l'Académie Sibélius, et le chœur de chambre Tapiola. Il dirigea la chorale étudiante Savolaisen Osakunnan Laulajat de 1993 à 1998 et fut chef adjoint du chœur de chambre Tapiola de 1998 à 2004.